# 穆泰尔西伊
穆泰尔西伊（法語：Mouterre-Silly）是法国新阿基坦大区 维埃纳省的一个市镇，位于该省西北部，属于沙泰勒罗区。该市镇2009年时的人口 为663人。

## 人口
穆泰尔西伊人口变化图示
| 数据来源：INSEE |